# Rudolf Joder
Rudolf Joder, né le 10 juin 1950 à Zimmerwald est une personnalité politique suisse, membre de l'Union démocratique du centre.

## Carrière politique
Tout d’abord élu à l'exécutif de la commune de Belp dès 1985, il est député du canton de Berne de 1982 à 1998, puis conseiller national dès 1999. Il préside la section cantonale de son parti depuis 2006.

## Sources
- (de) Cet article est partiellement ou en totalité issu de l’article de Wikipédia en allemand intitulé « Rudolf Joder » (voir la liste des auteurs).